# Bristol Beaufort
Бристоль Бофорт (англ. Bristol Beaufort) — британський двомоторний легкий бомбардувальник/торпедоносець, що перебував на озброєнні ВПС Великої Британії і ВПС Австралії за часів Другої світової війни. Розроблявся на основі Bristol Blenheim компанією Bristol.

## Історія створення
Ще в 1935 році міністерство авіації видало дві специфікації M.15/35 і G.24/35, на побудову торпедоносця і патрульного/протичовнового літака відповідно. Компанія Bristol Aeroplane Company вирішила задовільнити обидві специфікації за допомогою модифікації свого успішного бомбардувальника Bristol Blenheim. Патрульний літак отримав заводське позначення «Тип 149» (майбутній Bristol Bolingbroke), а торпедоносець — «Тип 150». Через встановлення торпеди довелось переробити фюзеляж, і передбачити використання потужніших двигунів.
Попередній дизайн «Типу 150» був переданий міністерству в листопаді 1935 року. Після цього команда інженерів Bristol прикинула, що обидві специфікації можуть бути виконані в одному літаку на базі «Блейнхейма» і відразу почала роботу над цією ідеєю. В результаті появився дизайн «Тип 152», який відрізнявся довшим фюзеляжем, щоб дозволити розміщувати торпеду в напів-схованій позиції, наявністю системи навігації і радіостанції, а також місце під фотообладнання. Екіпаж мав складатись з пілота, навігатора і стрільця, останній з яких також мав виконувати ролі радиста і фотооператора за потреби.
Новий дизайн більше підходив міністерству авіації, і була видана нова специфікація M.10/36 на бомбардувальник-торпедоносець. Окрім Bristol в конкурсі взяла участь компанія Blackburn Aircraft. Запропоновані проекти, «B-26» і «тип 152» відповідно, хоча і розроблялись в рамках однієї специфікації, але мали задовольнити дещо різні вимоги — літак «B-26» (майбутній Blackburn Botha) повинен був розміщувати торпеду всередині фюзеляжу, а «тип 152» — ззовні. Спочатку обидва літаки мали оснащуватись однаковими двигунами — Bristol Perseus потужністю 850 к.с., але Bristol використав для свого літака потужніші 14-ти циліндрові двигуни повітряного охолодження Bristol Taurus з потужністю 1150 к.с. Тому майбутній «Бофорт» мав значні переваги над конкурентом. Заміна двигунів на потужніші, а також збільшення членів екіпажу до чотирьох забезпечили «Бофорту» контракт на серійне виробництво без виготовлення прототипів.

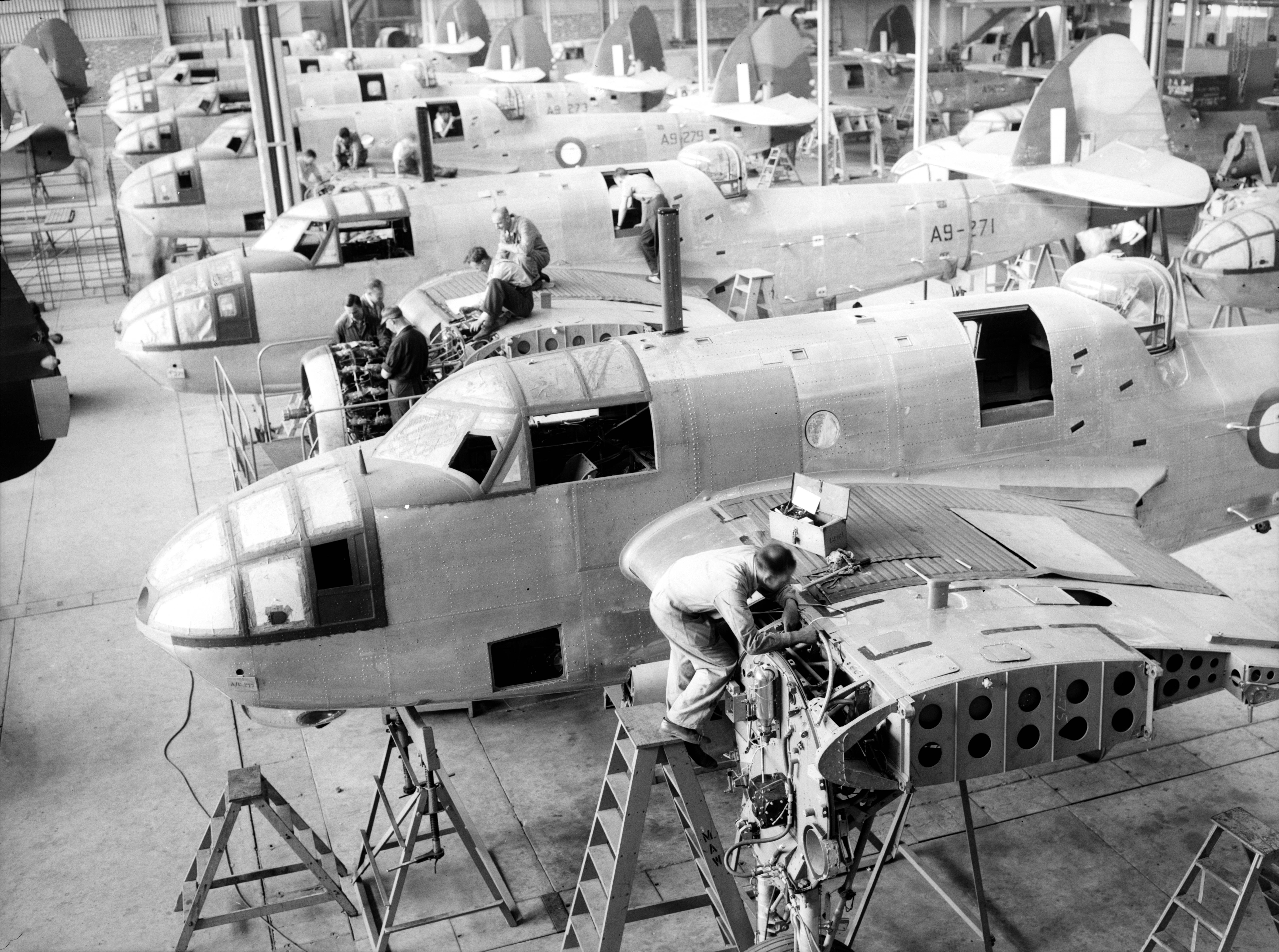
Виготовлення Beaufort в Мельбурні.

Хоча контракт на перші 78 літаків був підписаний ще в серпні 1936 року, але перший літак піднявся в повітря тільки 15 жовтня 1938 року. Така значна затримка була пов'язана з проблемами з охолодженням двигуна Bristol Taurus, а також нестачею виробничих ліній, через велике замовлення Bristol Blenheim. Випробування першого літака виявили ще ряд проблем з шасі і установкою двигунів. Шасі отримали стулки для закриття шасі, двигуни — нове розташування вихлопних труб, а також додано другий кулемет в верхню турель, і ще ряд незначних змін. Через зміни в конструкції наступний серійний літак зійшов з конвеєра тільки через рік.
Через успішні австралійські випробування «Бофорта» з двигунами Pratt & Whitney міністерство авіації Великої Британії вирішило також використати американські двигуни для свої літаків і наступний контракт з Bristol вже вимагав саме їх. В результаті був створений «Бофорт» Mk.II, перший екземпляр якого здійнявся в листопаді 1940 року. Окрім використання двигунів Pratt & Whitney R-1830, нова модифікація відрізнялась посиленим фюзеляжем, зміненою туреллю і радаром.

### Австралійське виробництво
Уряд Австралії також шукав літак для патрульних місій і після візиту до Австралії місії від міністерства авіації на початку 1939 року, було вирішено адаптувати два заводи для виробництва «Бофортів». Складальні лінії були побудовані в Фішерменс Бенді (біля Мельбурну) і в передмісті Сіднею Маскоті. Для запуску виробництва Британія передала Австралії 8 літаків і готові деталі для ще двадцяти. Ще з самого початку виробництва австралійці вирішили відмовитись від двигуна Bristol Taurus і натомість купили ліцензію на виробництво двигуна Pratt & Whitney R-1830, який і встановлювався на всі австралійські літаки.
Серійне виробництво почалось в 1940 році і перший австралійський «Бофорт» Mk.V здійнявся в повітря в травні 1941 року. Через використання важчого і потужнішого двигуна стабільність літака погіршилась і довелось збільшити хвостові поверхні, але в усьому іншому літак відповідав британському варіанту.
До 1944 року в Британії було виготовлено 1429 літаків, а в Австралії — ще 700.

## Основні модифікації
- Mk.I — оснащений двигунами Bristol Taurus II/III/XII/XVI. З кінця 1941 року почали оснащуватись радаром ASV Mk.II. (1014 екз.)
  - Mk.IA — модифікація Mk.I з вдосконаленою верхньою баштою з двома кулеметами Browning М1919
- Mk.II — оснащений двигунами Pratt & Whitney R-1830-S3C4G потужністю 1200 к.с. (415 екз.)
  - Mk.IIA — модифікація Mk.II з вдосконаленою верхньою баштою
  - Mk.II T — навчальна модифікація без захисного озброєння і з подвійними пристроями керування
- Mk.III — проєкт літака з двигунами Rolls-Royce Merlin XX, не будувався.
- Mk.IV — проєкт літака з двигунами Bristol Taurus XX, побудовано один прототип.
- Mk.V — літак австралійського виробництва з двигунами Pratt & Whitney R-1830-S3C4G. (50 екз.)
  - Mk.VA — модифікація Mk.V з збільшеним кілем і іншими гвинтами. (30 екз.)
- Mk.VI — аналог Mk.V оснащений двигунами Pratt & Whitney R-1830-S1C3G і гвинтами Curtiss.(40 екз.)
- Mk.VII — Mk.VI з гвинтами Hamilton. (60 екз.)
- Mk.VIII — оснащувався двигунами Pratt & Whitney R-1830-S3C4G. Змінено торпедні підвіси для можливості використання американських торпед. Встановлено радар ASV Mk.II і навігаційну систему Loran.(520 екз.)
- Mk.IX — транспортна модифікація. (46 останніх Mk.VIII були завершені в такому вигляді.)

## Історія використання

### Велика Британія

«Бофорти» 217-ї ескадрильї пролітають поблизу берегів Британії в 1942 році.

Найпершою «Бофорти» отримала 22-га ескадрилья — в листопаді 1939 року, літаки якої і здійснили перший бойовий виліт вночі 15 квітня 1940 року — для розстановки мін. Щоправда на наступний місяць всі бойові «Бофорти» були відкликані для модифікації системи охолодження двигунів. 18 червня було здійснено перший бомбовий наліт на паливні сховища в Гамбургу. З вересня 1940 року ескадрильї оснащені «Бофортами» здійснювали нальоти на ворожі кораблі в портах Франції і Нідерландів. Найуспішнішим нальотом можна вважати наліт 12 червня 1941 року, коли торпедою вдалось пошкодити лінкор «Лютцов», який довелось ремонтувати до кінця року.
Чотири ескадрильї «Бофортів» брали участь в боях над Середземним морем, де залучались до атак на італійські конвої. На цьому театрі бойових дій вони використовувались до середини 1943 року.
Ще три ескадрильї розташовувались на Цейлоні. Тут вони використовувались для супроводу конвоїв і розвідки, але жодного бойового нальоту на ворожі кораблі здійснено так і не було. 217-та ескадрилья здійснила останній бойовий виліт «Бофорта» на службі Королівських ВПС 15 липня 1944 року. До 1946 року «Бофорти» використовувались як навчальні.

### Австралія

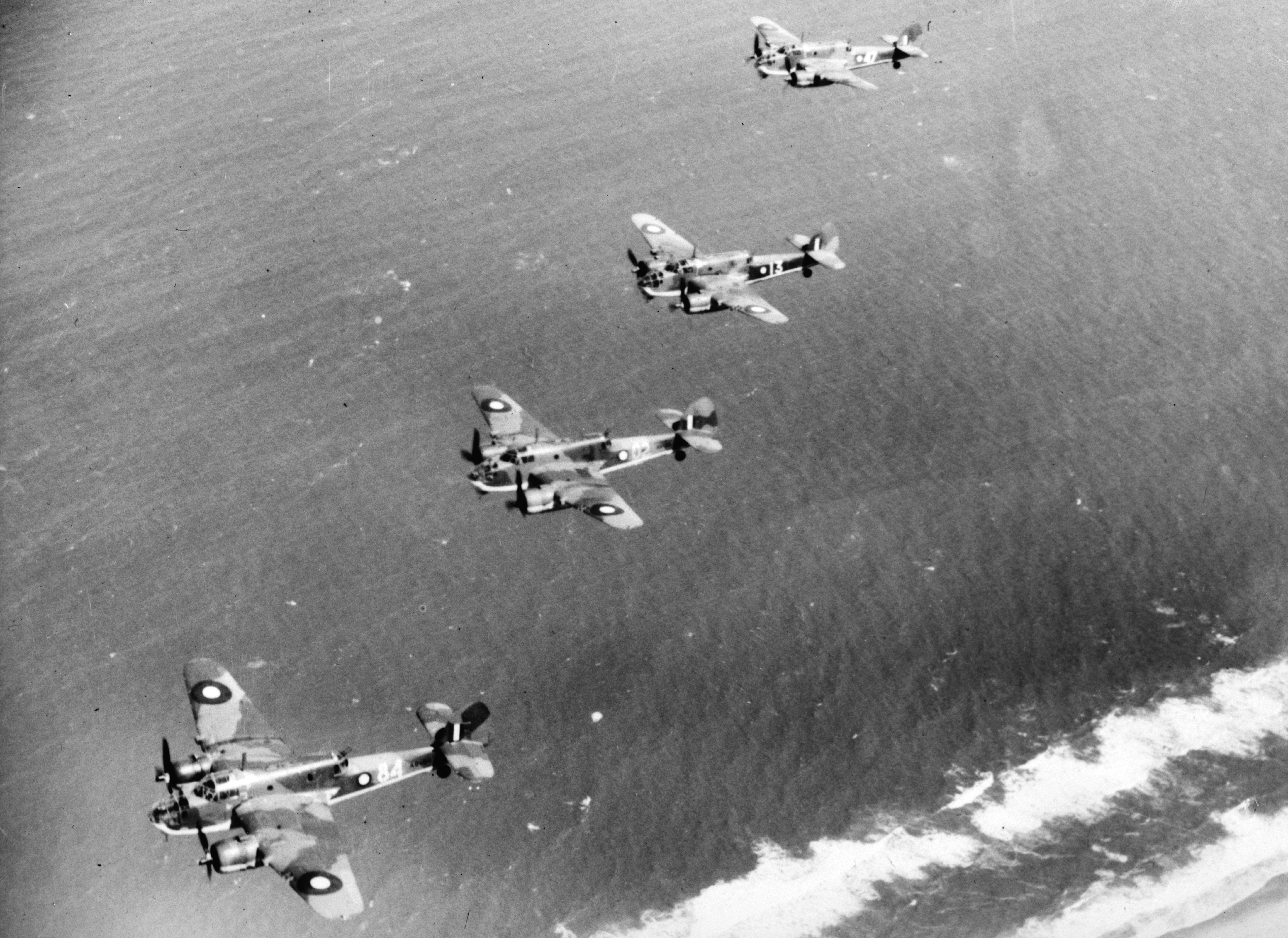
«Бофорти» австралійських військ.

Дуже активно «Бофорти» використовувались в Королівських повітряних силах Австралії. 100-та ескадрилья отримала «Бофорти» Mk.V в червні 1942 року. Літаки ескадрильї залучались до нальотів на японські кораблі поблизу Нової Гвінеї.
В 1943 році було оснащено ще чотири ескадрильї, які залучались до атак наземних цілей, кораблів і патрулювання. Весною 1944 року «Бофортами» було оснащено вже дев'ять ескадрилей, але літом їх почали замінювати новіші моделі. На момент закінчення війни ще п'ять ескадрилей використовували «Бофорти», але в 1946 році всі вони були зняті з озброєння.

### Інші оператори
ВПС Південної Африки отримали 18 «Бофортів» в 1941 році. Вони залучались до патрулювання океану біля мису Доброї Надії, а також над Мадагаскаром. 16-та ескадрилья оснащена «Бофортами» брала участь в боях на середземноморському театрі бойових дій з червня 1943 року по лютий 1944.
В 1944-45 роках 24 «Бофорта» отримала Туреччина, яка використовувала їх до 1950 року.

## Тактико-технічні характеристики

### Технічні характеристики
|                                     | Mk.I                   | Mk.IA                  | Mk.II                            | Mk.IIA                           | Mk.V                             | Mk.VIII                          |
| ----------------------------------- | ---------------------- | ---------------------- | -------------------------------- | -------------------------------- | -------------------------------- | -------------------------------- |
| Довжина                             | 13,46 м                | 13,46 м                | 13,46 м                          | 13,46 м                          | 13,46 м                          | 13,46 м                          |
| Розмах крил                         | 17,63 м                | 17,63 м                | 17,63 м                          | 17,63 м                          | 17,63 м                          | 17,63 м                          |
| Площа крил                          | 46,78 м²               | 46,78 м²               | 46,78 м²                         | 46,78 м²                         | 46,78 м²                         | 46,78 м²                         |
| Максимальна злітна маса             | 9072 кг                | 9526 кг                | 9526 кг                          | 9752 кг                          | 9526 кг                          | 9752 кг                          |
| Двигуни                             | 2 × Bristol Taurus II  | 2 × Bristol Taurus VI  | 2 × Pratt & Whitney R-1830-S3C4G | 2 × Pratt & Whitney R-1830-S3C4G | 2 × Pratt & Whitney R-1830-S3C4G | 2 × Pratt & Whitney R-1830-S3C4G |
| Потужність                          | 2 × 1065 к. с.         | 2 × 1130 к.с.          | 2 × 1200 к.с.                    | 2 × 1200 к.с.                    | 2 × 1200 к.с.                    | 2 × 1200 к.с.                    |
| Максимальна швидкість на рівні моря | 405 км/год             | 367 км/год             | 407 км/год                       | 380 км/год                       | 412 км/год                       | 388 км/год                       |
| Максимальна швидкість               | 442 км/год (на 1981 м) | 397 км/год (на 1524 м) | 447 км/год (на 4267 м)           | 418 км/год (на 4420 м)           | 438 км/год (на 4420 м)           | 431 км/год (на 4420 м)           |
| Крейсерська швидкість               | 362 км/год             | 320 км/год             | 328 км/год                       | 315 км/год                       |                                  |                                  |
| Операційна дальність                | 2574 км                | 2430 км                | 2430 км                          | 2269 км                          | 2510 км                          | 2333 км                          |
| Практична стеля                     | 5791 м                 | 4572 м                 | 7010 м                           | 6401 м                           | 7833 м                           | 7620 м                           |

### Озброєння
Стілецьке
- Mk.I, Mk.II:
  - 1 × 7.7 мм курсовий кулемет Browning М1919 (з травня 1940 року — два)
  - 1-2 × 7.7 мм кулемети Vickers K в верхній башті
  - 2 × 7.7 мм кулемети Vickers K в бортових вікнах (з травня 1940)
  - 1 × 7.7 мм кулемет Vickers K в кабіні штурмана (деякі літаки)
  - 1 × 7.7 мм курсовий кулемет Browning М1919 в дистанційно керованій нижній турелі (деякі літаки)
- Mk.IA, Mk.IIA:
  - 2 × 7.7 мм курсовий кулемет Browning М1919
  - 2 × 7.7 мм кулемети Browning М1919 в верхній башті
  - 2 × 7.7 мм кулемети Vickers K в бортових вікнах
- Mk.V, Mk.VI, Mk.VII:
  - 2 × 7.7 мм курсовий кулемет Browning М1919
  - 4 × 7.7 мм кулемети Vickers K (2 в верхній башті і 2 в бортових вікнах)
  - 1 × 7.7 мм курсовий кулемет Browning М1919 в дистанційно керованій нижній турелі
  - 2 × 7.7 мм кулемет Vickers K в кабіні штурмана (деякі літаки)
- Mk.VIII:
  - 2 × 7.7 мм курсовий кулемет Browning М1919 (2 × 12.7 мм кулемети в останніх варіантах)
  - 2 × 7.7 мм кулемети Browning М1919 в верхній башті (2 × 12.7 мм кулемети в останніх варіантах)
  - 5 × 7.7 мм кулемети Vickers K (2 в бортових вікнах, 2 в кабіні штурмана і 1 в нижній вогневій точці)

Бомбове
- 1 × авіаційна торпеда або
- 908 кг бомб.